# 안지현 (치어리더)
안지현(安芝儇, 1997년 10월 3일~)은 대한민국의 치어리더이다.

## 경력

### 치어리더
- 2015년 ~ 2017년: 서울 삼성 썬더스
- 2015년 ~ 2017년: 용인 삼성생명 블루밍스
- 2017년 ~ 2018년: 넥센 히어로즈
- 2017년 ~ 2018년: 부천 KEB하나은행
- 2018년 ~ 2019년: 인천 신한은행 에스버드
- 2018년 ~ 2019년: 대전 KGC인삼공사
- 2018년 ~ 2019년: SK 호크스
- 2017년 ~ 2019년: 서울 우리카드 우리WON
- 2020년: 부산 BNK 썸
- 2020년 ~ : 서울 SK 나이츠
- 2021년 ~ : 수원 FC
- 2021년 ~ : 대전 삼성화재 블루팡스

## 활동

### 광고
- 2017년 KEB하나은행
- 2020년 롯데정밀화학 유록스 (박기량과 함께 출연)

### 잡지
- 2018년 1월호 《맥심》
- 2018년 12월호 《크레이지 자이언트》
- 2019년 9월호 《크레이지 자이언트》